# JetBlue
JetBlue Airways Corporation, zkráceně jetBlue je americká nízkonákladová letecká společnost. V červnu roku 2016 to byla pátá největší aerolinie v USA. Sídlí v newyorském Long Island City v obvodu Queens, hlavní letecká základna je na letišti JFK. Provozuje hlavně linky po Spojených státech, létá také do Střední a Jižní Ameriky. K roku 2016 zaměstnávala přes 18 000 lidí. Byla založena v srpnu roku 1998.
V roce 2016 byla společností Skytrax oceněna jako čtyřhvězdičková aerolinie.
JetBlue 19. května 2021 oznámila první lety této společnosti přes Atlantik. Byly oznámeny nové linky z New Yorku(JFK) do Londýna. Letecká společnost si vybrala v Londýně hned dvě cílová letiště. Od 12. srpna zahájí lety na Londýn Heathrow a od 30. září bude létat také na Londýn Gatwick.

## Codeshare
JetBlue Airways nejsou členem žádné z aliancí leteckých společností, ale sdílí své lety a spolupracuje na různých linkách s dalšími leteckými společnosti (interlining). Část těchto leteckých společností jsou členy některých z velkých aliancí leteckých společností.
| - Aer Lingus - Aeroflot - Air China - Air India - ANA - Asiana Airlines - Avianca Airlines - Azul Brazilian Airlines - British Airways - Brussels Airlines - Cape Air - Cathay Pacific - China Airlines | - Condor - EgyptAir - El Al - Emirates - Etihad Airways - EVA Air - Hainan Airlines - Hawaiian Airlines - Iberia - Icelandair - Japan Airlines - LATAM Chile - LIAT | - LOT - Lufthansa - Porter - Qatar Airways - Royal Air Maroc - SATA International - Seaborne Airlines - Silver Airways - Singapore Airlines - South African Airways - LATAM Brasil - TAP Portugal - Turkish Airlines |

## Flotila

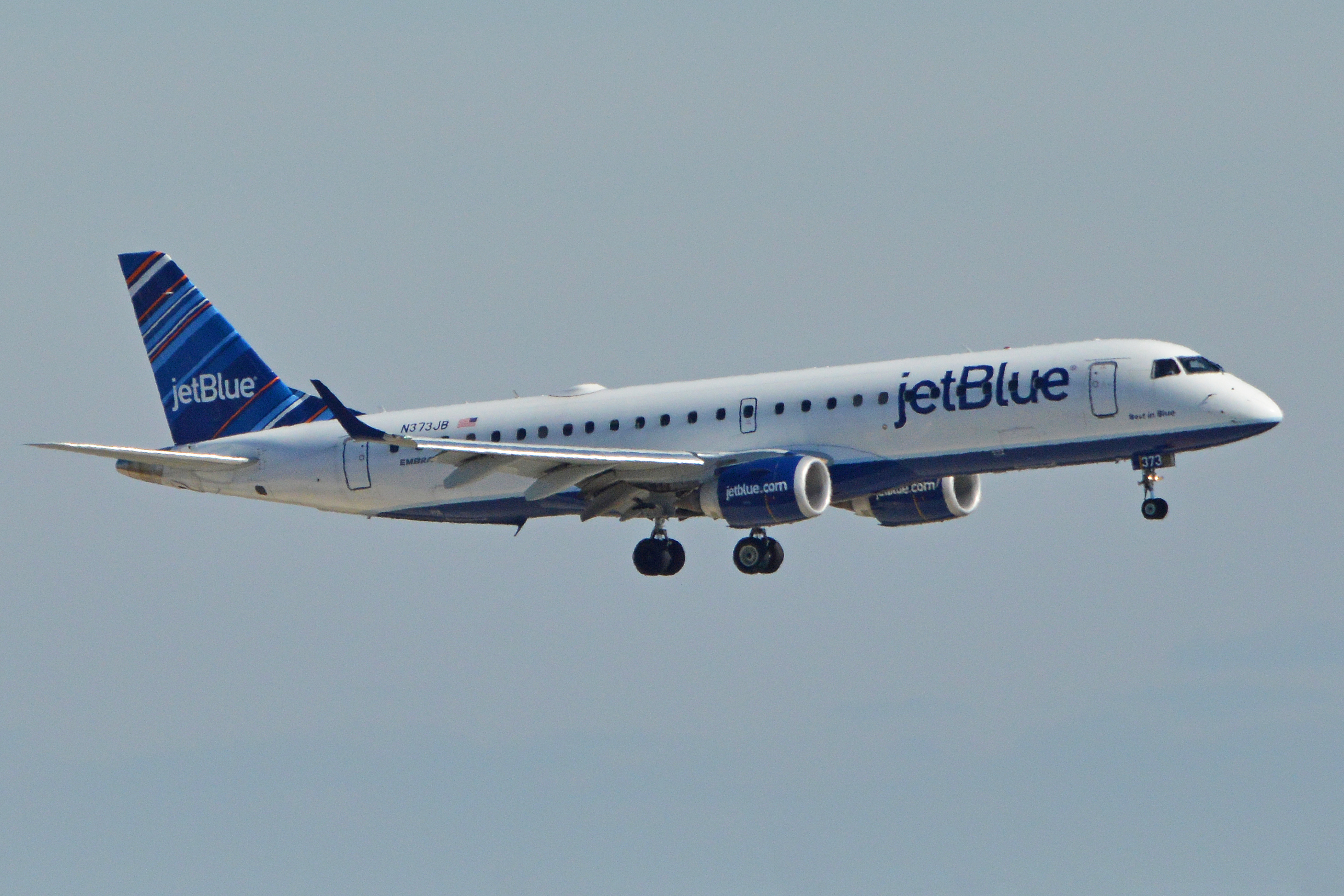
Embraer 190 jetBlue

V červnu 2019 společnost jetBlue vlastnila 253 letadel, přičemž dalších 155 měla objednaných, průměrné stáří flotily bylo 10,4 let.